# Héctor Méndez
Héctor José Méndez (Buenos Aires, 1º agosto 1897 – Buenos Aires, 13 dicembre 1977) è stato un pugile argentino.

## Palmarès

### Olimpiadi
- Argento a Parigi 1924 nei pesi welter.